# 委陵悬钩子
委陵悬钩子（学名：Rubus potentilloides）为蔷薇科悬钩子属的植物。分布于缅甸以及中国大陆的云南等地，生长于海拔2,700米至3,500米的地区，多生长在高山杂木林下阴湿处，目前尚未由人工引种栽培。